# Pussay
Pussay  [pysɛ] je francouzská obec v departementu Essonne v regionu Île-de-France.

## Poloha
Obec Pussay se nachází asi 62 km jihozápadně od Paříže. Obklopují ji obce Congerville-Thionville na severu, Chalou-Moulineux na severovýchodě, Monnerville na východě, Angerville na jihovýchodě a na jihu Gommerville na západě.

## Historie
V obci byly nalezeny pozůstatky neolitického osídlení a megalitické památky (dolmen Thionville). Osada zde stála i v době Galů a Římanů. Obec ležela na římské silnici z Paříže do Blois přes Étampes.
V roce 1433 je prvně zmíněno panství Pussay, které vlastnil Guillaume de Languedoue. V majetku této šlechtické rodiny zůstala ves až do Velké francouzské revoluce. V roce 1793 byl Pierre-Paul Dujoncquoy zvolen jako první starosta obce. V 19. století se zde rozvinul textilní průmysl. V letech 1850-1953 zde působila továrna Brinon na zpracování vlny.